# Wakaleo oldfieldi
Wakaleo oldfieldi — вид австралійський м'ясоїдних ссавців родини Thylacoleonidae (Сумчастолевові. Рештки знайдено в Південній Австралії (Kutjamarpu Local Fauna). Голотипом є майже ціла нижня щелепа з деякими досить добре збереженими зубами, невелике число окремих зубів також було знайдене. 